# 布伦顿·海沃德
布伦顿·海沃德（英語：Brenton Hayward，？—），澳大利亚足球裁判。中国足协在通知中将其名字译为“海瓦德”。
布伦顿·海沃德从2012至2013赛季开始执法澳大利亞職業足球聯賽。执法的第一场比赛中，阿德萊德聯1比0西悉尼流浪者，布伦顿·海沃德出示了七张黄牌；执法的第二场比赛中他出了六张黄牌，其中一人吃到两张黄牌被罚下。2013年中超联赛第11轮上海申花主场1比0战胜北京国安的比赛，布伦顿·海沃德受邀前来执法，场上他出示了六张黄牌，北京国安球员安德雷·利马吃到两张黄牌被罚下。第17轮，海沃德再次受邀前往中国，执法上海申花主场与上海申鑫的上海德比。